# История на 1. ФК Кьолн

## Предистория
До Втората световна война в Кьолн съществуват повече равностойни футболни отбори като Фау Еф Ел Кьолн 1899, Фау Еф Ер Кьолн 04 (който по-късно става Ес Це Бе Виктория Кьолн), Ес Фау Мюлхайм, Шпийлферайнигунг Зюлц 07 и Кьолнер Бе Це 01. Тези клубове представляват отделните квартали на Кьолн, но нито един от тях не е достатъчно силен, за да се изправи срещу силните тимове от областта Рур и южногерманските клубове. В периода 1903 – 1933 г. отборите от катедралния град успяват само четири пъти да спечелят западногерманското първенство: през 1912 г. това е Кьолнер Бе Це, а през 1928 г. – Зюлц 07. След това във финалната фаза за спечелване на сребърната салатиера достигат само до четвъртфиналите. От 1934 до 1944 г. Гаулига Среден Рейн е най-високото футболно ниво за отборите от района на Кьолн. В конкуренцията на клубовете от Аахен, Дюрен, Трир и Кобленц кьолнските отбори сравнително леко се справят с противниците си, но след това са елиминирани в по-нататъшната фаза на шампионата.
Така на всички футболни деятели в Кьолн им става ясно, че многото отбори в крада взаимно повече си пречат, отколкото да създават реална и полезна конкуренция. Така през 1948 г. се осъществява сливането на Кьолнер Бе Це и Зюлц 07 в Ерстер Еф Це Кьолн.

## История

### Начало
Главни идейни „двигатели“ за сливането са Франц Кремер и Франц Болг. Кремер преди това е бил президент на Кьолнер Бе Це. Целта му е била създаването на конкурентоспособен на национално ниво кьолнски футболен отбор. Издигнат е лозунгът „Искате ли да станете шампиони на Германия?“, който обединява враждуващите дотогава отбори. Франц Кремер получава поста на президент и остава на него до своята кончина през 1967 г. Днес той се свързва с легендарните години на успехи за „Козлите“ и е дълбоко уважаван от всички футболни запалянковци от катедралния град. Той въвежда професионални структури в клуба и това води до силен и успешен отбор през 50-те и 60-те години на ХХ век.
Спортните успехи идват бързо. Още през 1949 г. Кьолн се класира в първодивизионната Оберлига Запад. От 1951 г. Кьолн е водещият клуб на своя град и става шампион на своята оберлига пет пъти през 50-те години и началото на 60-те години, като и става вицешампион на три пъти. „Козлите“ участват цели осем пъти в борбата за шампионската титла на Германия в посочения период.

### 1960-те години
През 1960, 1962, 1963 г. Кьолн достига до финала за шампионата на Германия, но само в една от тези три срещи отборът излиза победител (1962 г. с 4:0 срещу Нюрнберг). В турнира за Купата на европейските шампиони „Козлите“ са елиминирани още в първия кръг.
След основаването на Първа Бундеслига през 1963 г., за чието създаване Франц Кремер лобира силно, Кьолн става първият ѝ шампион през 1964 г., а в последвалото издание на КЕШ е постигнат полуфинал. За времето си Кьолн се смята за водещия футболен клуб на Германия поради организационната си структура и тренировъчната си методика. Отборът е първият, който назначава треньор на вратарите в лицето на Ролф Херингс. Така „Козлите“ и до днес се славят с една от най-силните вратарски школи от Германия, създала играчи като Харалд Шумахер и Бодо Илгнер.
Кьолн се налага като еталон за организираност, който се следва от всички други тимове от Германия. През 1967 г. Франц Кремер внезапно умира. На следващата година Кьолн печели Купата на Германия за първи път в историята си. След 1964 г. „Козлите“ са един от силните отбори в първенството, но рядко влизат в борба за първото място. Отборът дори попада в борба срещу изпадането през сезон 1968/69, но се спасява в последния кръг на първенството след победа с 3:0 срещу действащия шампион Нюрнберг, който куриозно изпада вместо кьолнчани.

### 1970-те години
През следващия сезон 1969/70 Кьолн отново е в играта за първото място. В края на първенството обаче Байерн Мюнхен и Борусия Мьонхенгладбах се налагат в челото и остават водещи сили в германския футбол през следващите години. „Козлите“ през 70-те години се класират почти винаги в първата третина на таблицата като редовно участват в Купата на УЕФА, въпреки че не успява да се пребори с „баварците“ и „жребчетата“.
Едва когато Хенес Вайсвайлер поема отбора за трети път през 1976 г. са постигнати нови успехи. През 1977 г. е спечелена Купата на Германия. На следващата година „козлите“ триумфират за трети път в историята си с шампионската титла, като отнова взема и купата след победа на финала срещу Фортуна Дюселдорф. Кьолн отново достигат полуфинала на КЕШ, където са отстранени от английския шампион Нотингам Форест.
След „дубъла“ през 1978 г. няколко ключови играчи на отбора като Ханес Льор слагат край на кариерите си или напускат клуба (като Волфганг Вебер). Нови попълнения са млади играчи, чиято кариера тепърва започва – Пиер Литбарски и Бернд Шустер. Все пак за защита на титлата и дума не може да се каже, а отборът завършва на шесто място след слаб есенен полусезон. През кампанията 1979/80 „козлите“ са пети и финалист за Купата на Германия, а с това идва и краят на ръководството на Вайсвайлер, който поема Космос Ню Йорк в САЩ през април 1980 г. Специалистът е заменен от Карл-Хайнц Хедергот.

### 1980-те години
Финалът за Купата на Германия през 1980 г. е загубен от кръвния враг Фортуна Дюселдорф с 1:2. Под ръководството на „Генерала“ Ринус Микелс Кьолн има променлив успех в Първа Бундеслига (80/81 - осмо място, 81/82 - вицешампион). В турнира за Купата на УЕФА „козлите“ отстраняват Барселона и достигат до полуфинал, където губят два пъти с 0:1 от английския представител Ипсуич Таун.
През 1983 г. отборът триумфира с Купата на Германия след щастлива победа във финалната среща над Фортуна Кьолн. Втородивизионната кьолнска Фортуна определено е по-добрият отбор на Мюнгерсдорфер Щадион, но Кьолн печели с доза късмет. В последвалите години футболните запалянковци стават свидетели на ново непостоянство и скандал в отбора от катедралния град, когато Пиер Литбарски открито критикува президента си Петер Вайанд през ноември 1985 г., след което отива да играе във френското първенство.
След напускането на Литбарски Кьолн едва не изпада в първенството, но за сметка на това играе финал за Купата на УЕФА (1895/86), където губи от Реал Мадрид (1:5, 2:0). Поради хулигански прояви на привържениците на Кьолн в полуфиналната среща в белгийския град Варегем „козлите“ са наказани да играят своето домакинство на финала в Берлин. Последвалата кампания в първенството на Германия започва много слабо и за да се подобри формата на тима за треньор е назначен младият помощник-треньор Кристоф Даум, който успява да вдигне отбора на крака.
Въпреки това скандалите продължават – Петер Вайанд се оттегля от президентския пост, а Харалд „Тони“ Шумахер е изхвърлен от отбора заради скандалната си книга „Начален сигнал“. За нов президент е избран Дитмар Артцингер-Болтен. Под ръководството на Кристоф Даум Кьолн играе много успешно и става първо носител на бронзовите медали, а след това на два пъти вицешампион.

### 1990-те години
По време на Световното първенство в Италия през 1990 г. Кристоф Даум си позволява по-остри коментари към националния отбор на Германия и за всеобща изненада е освободен от поста си на треньор в Кьолн, без да е посочена конкретна причина за това. През същата година плеймейкърът на „козлите“ Томас Хеслер е продаден за рекордната сума от 14 милиона германски марки на италианския Ювентус.
През 1991 г. президентът Артцингер-Болтен изненадващо напуска поста си и е заменен от Клаус Хартман. Новият ръководител оповестява смущаващи числа от финансовия баланс на клуба, които по негови думи застрашават лиценза на отбора. Последното участие на Кьолн във финална среща за Купата на Германия датира от 1991 г., когато играчите от града на Рейн губят с дузпи от Вердер Бремен.
В последвалите години отборът се стабилизира финансово, но малко по малко запада в спортно-техническо отношение. През 1992 г. „козлите“ участват за последен път в европейски турнири като играят за Купата на УЕФА. През сезон 1992/93 Кьолн попада в борба за оцеляване, а през 1995 г. е постигнат полуфинал за Купата на Германия, загубен от тогавашния втородивизионен Волфсбург.
В средата на 90-те години Кьолн завършват в долната половина на таблицата, като често треперят за своето оставане в лигата, а честите треньорски смени оказват само краткотраен ефект на представянето на тима. Неуспешни са и участията в летния турнир на УЕФА Интертото, където Кьолн е победен на два пъти на полуфинал. Реваншът от полуфинала на турнира Интертото на 30 юли 1997 г. срещу френския Монпелие остава последната официална среща на „козлите“ под егидата на европейската футболна федерация.
„Ерата Хартман“ приключва през 1997 г., когато президентът е заменен от бившия изпълнителен директор на заводите на Форд в Германия Алберт Касперс. Целите на новия президент са да укрепи финансово клуба и да въведе професионално ръководство, за да са възможни нови спортни успехи. Така той решава да се създадат предпоставки за трансформирането на клуба в търговско дружество и за модернизирането и реконструкцията на Мюнгерсдорфер Щадион в съвременна спортна арена. Връзката между общинските власти и клуба се засилва.
Увеличаването на членовете на клуба и повечето продадени абонаментни карти от 2000 г. насам показва завръщането към собствените корени на много футболни запалянковци от катедралния град. През юбилейната година 1998 г. обаче, когато се чества петдесетата годишнина на клуба, Кьолн изпада във Втора Бундеслига за първи път в историята си. Във втора дивизия Кьолн прекарва два сезона, след като под ръководството на Бернд Шустер не успява да се класира в Първа Бундеслига през сезон 1998/99, но през следващата кампания новият треньор Евалд Линен заздравява защитата на отбора и това носи успех, като „козлите“ безпроблемно се завръщат в германския елит.

### XXI век
След завръщането на Кьолн в Първа Бундеслига клубът играе добре и завършва сезона 2000/01 на десетото място в таблицата. Добрите представяния обаче не са повторени през следващата година и „козлите“ отново изпадат във втора дивизия. Евалд Линен е освободен през януари 2002 г., след като неговите възпитаници се закотвят на последното място в класирането. Наследява го Фридхелм Функел, който не успява да предотврат инегативния рекорд на Кьолн от 1034 игрови минути без отбелязан гол в противниковата врата.
Кьолн достига до полуфинал в надпреварата за Купата на Германия, загубен с 1:3 след продължения от Байер Леверкузен, но това по никакъв начин не е в състояние да зарадва футболните запалянковци в Кьолн, които виждат отбора си да изпада в края на сезона. Функел съумява да мобилизира своя отбор и чрез постоянство в представянията Кьолн се връщат в Първа Бундеслига само след една година в долната дивизия. Следват обаче нови разочарования и „козлите“ изпадат в нова криза, която води до уволнението на Фридхелм Функел през октомври 2003 г.
Новият треньор швейцарецът Марсел Колер се опитва да реорганизира отбора, като гласува доверие на младите футболисти Лукас Подолски и Лукас Синкиевич, но това се оказва недостатъчно и Кьолн изпада безславно във втора лига за трети път в историята си. В началото на март 2004 г. се стига до ескалация на недоволството към президента Алберт Касперс, който е призован от клубната легенда на Кьолн Волфганг Оверат да напусне поста си веднага.
Ръководителят решава да се вслуша в призива на бившия футболист и на 4 март 2004 г. е заменен от самия Оверат, първоначално временно, а впоследствие той е номиниран и одобрен от общото събрание на клуба през юни същата година за постоянен президент. Оверат изисква засилване на властта и правомощията си поради незабавна нужда от спешни мерки. Първата мярка, която новият президент предприема е уволнението на Марсел Колер и представянето на холандеца Хууб Стевенс за нов старши треньор.
През сезон 2004/05 Кьолн играе срещите си във Втора Бундеслига без да доминира и без много излишни атракции за футболните запалянковци, но въпреки това е достатъчно ефективен, за да спечели първенството на втора лига и да постави нов рекорд по посещаемост във второто ниво на германския футбол. След края на сезона Хууб Стевенс напуска поста си доброволно поради семейни причини и е наследен от Уве Раполдер.
Методите на новия наставник обаче се оказват доста неефективни и Кьолн отново затъва в класирането на Първа Бундеслига през сезон 2005/06, поставяйки нов клубен антирекорд по успеваемост и Раполдер закономерно е освободен на 18 декември 2005 г., като спортният директор Андреас Ретих също подава своята оставка. На 22 декември в клуба е привлечен бившият мениджър на Борусия Дортмунд Михаел Майер, имащ заслуги за възхода на „вестфалците“ през 90-те години на ХХ век, но уволнен от Дортмунд поради влошеното финансово състояние на Борусия.
На 3 януари 2006 г. за старши треньор е назначен швейцарецът Ханспетер Латур. Въпреки доброто представяне през пролетния полусезон клубът изпада в края на сезона, но въз основа на подобренета игра на отбора и възходящата тенденция в представянията Латур е оставен на треньорския пост със задачата да изведе „козлите“ до бързо завръщане в Първа Бундеслига.
През сезон 2006/07 на Втора Бундеслига Кьолн започва добре, но серия от лоши резултати вадят отбора от борбата за местата, даващи право на класиране в първа лига. На 9 ноември 2006 г. Ханспетер Латур е освободен, а старият познайник на привържениците на Кьолн Кристоф Даум триумфално се завръща начело на отбора на 27 ноември 2006 г. До края на кампанията Кьолн играе разочароващо, записва някои срамни резултати като 0:5 от новака в дивизията Рот-Вайс Есен и завършва сезона в средата на таблицата.
Плановете за завръщане в елита се отлагат за сезон 2007/08, а Даум заявява, че смята да изпълни договора си с клуба до 2010 г., въпреки лошото представяне на Кьолн. През новата кампания, въпреки някои кратки колебания, Кьолн се движи в челото на таблицата и в предпоследния кръг на първенството теоретически се класира в Първа Бундеслига като поставя нов рекорд по посещаемост на Втора Бундеслига.

## Настояще
През сезон 2008/09 Кьолн отбелязва клубен рекорд по продадени абонаментни карти, членовете на клуба рязко се увеличават, достигайки числото от около 44 500 членове към края на 2008 г. След добри мачове през есенния полусезон отборът почива на 11 място през зимната пауза и така до края на първенството не участва в борбата за оцеляване.
През пролетта клубът играе малко по-лошо, но затова спокойствието остава ненарушено и „козлите“ финишират дванайсети. Въпреки това Кристоф Даум напуска отбора, примамен от по-високата заплата, предложена му от президента на турския гранд Фенербахче, и по този начин скандализира феновете на Кьолн. След кратко време на проучване на треньорски кандидатури за нов треньор е представен хърватина Звонимир Солдо, който си партнира с някогашния помощник на Отмар Хитцфелд Михаел Хенке.
Край Рейн са привлечени любимецът на феновете Лукас Подолски и португалецът Маниш, а ръководството на клуба не крие високите си амбиции. Кьолн обаче започва сезона 2009/10 с две загуби от Борусия Дортмунд и шампиона Волфсбург, а в третия кръг завършва наравно 0:0 с Айнтрахт Франкфурт на РайнЕнергиЩадион.